# Filippo Rusuti

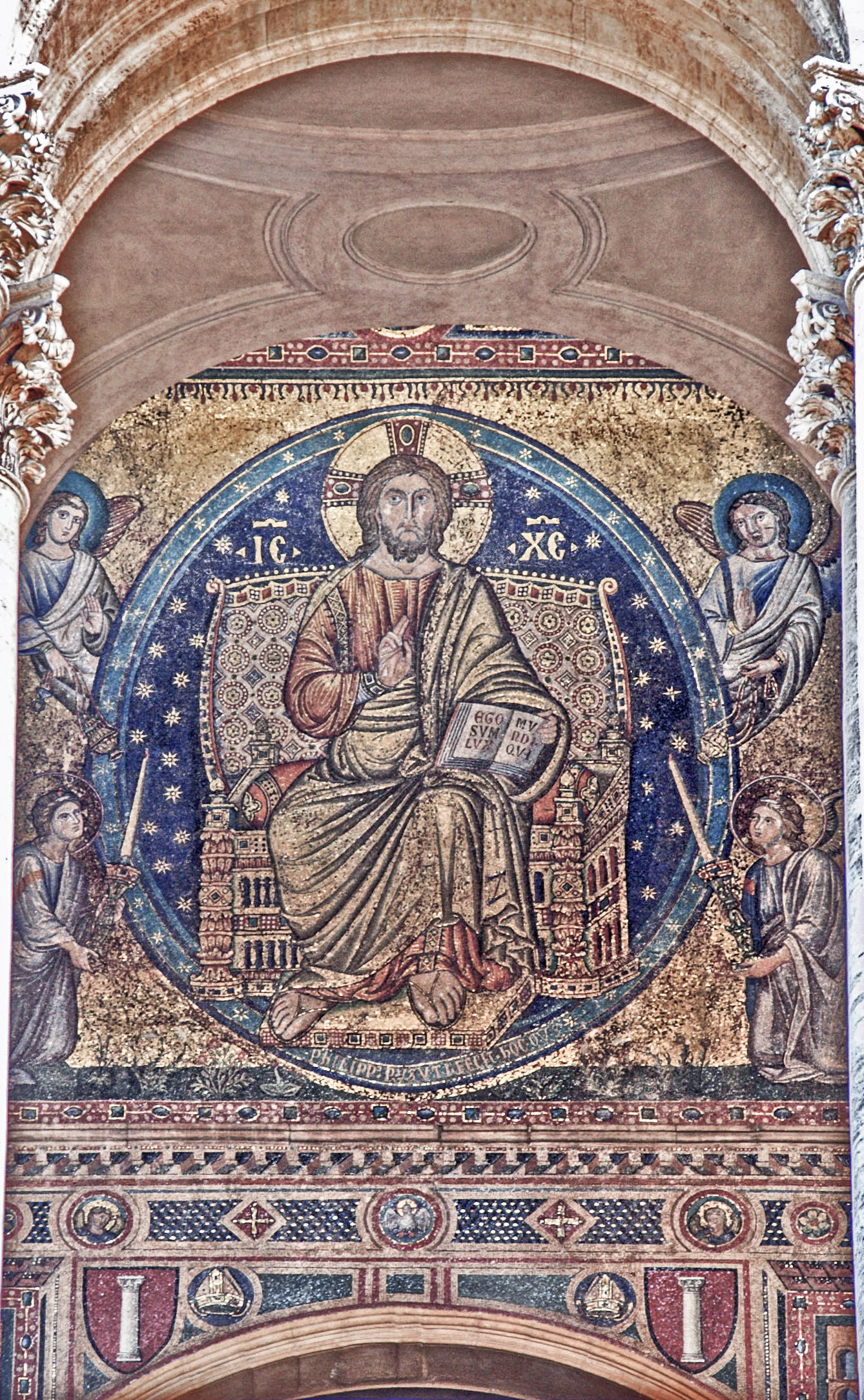
Cristo en gloria, mosaico. Roma, Basílica de Santa María la Mayor

Filippo Rusuti (activo en Roma entre los siglos XIII y XIV) fue un pintor italiano.
Autor de los mosaicos registrados en la antigua fachada de la Basílica de Santa María la Mayor con Cristo en el trono, junto a ángeles y símbolos de los Evangelistas y representaciones del milagro de Nuestra Señora de las Nieves. También se le atribuyen los frescos de la historia del Génesis en la Basílica de San Francisco, en Asís.
Se le considera contemporáneo de Jacopo Torriti e Pietro Cavallini, dentro de la misma escuela romana de la época.
- Datos: Q2248101
- Multimedia: Filippo Rusuti / Q2248101